# Selaginella pseudopaleifera
Selaginella pseudopaleifera là một loài dương xỉ trong họ Selaginellaceae. Loài này được Hand.-Mazz. mô tả khoa học đầu tiên năm 1879.
Danh pháp khoa học của loài này chưa được làm sáng tỏ. 